# Elisa Orth
Elisa Orth   (Caçador, 1984) és una investigadora brasilera. Actualment exerceix al Departament de Química de la Universitat Federal de Paranà a Brasil. Va obtenir notorietat al 2015 quan va guanyar un premi atorgat per L'Oreal i la UNESCO pel seu treball d'investigació sobre els enzims sintètics.

## Biografia
Orth va néixer l'any 1984 a Caçador, a l'interior de Santa Catarina. Els seus pares eren científics i a la seva infantesa es va inspirar en el treball de Jane Goodall. Després es va graduar, realitzant masters i doctorats en química a la Universitat Federal de Santa Catarina. Junt amb el seu equip d'investigació de la Universitat Federal de Paranà a Brasil (2015) cerca minimitzar el mal causat pels pesticides als aliments. El seu treball condueix al desenvolupament de nanocatalitzadors per a sensors multipropòsit. La mateixa tecnologia d'enzims també pot aplicar-se per eliminar els efectes de malalties com ara el càncer, la fibrosi, el pàrkinson i l'Alzheimer.
Al 2015 va formar part del Programa de Postgrau en Química, Catàlisi i Laboratori Cinètic quan va rebre el premi Dones a la Ciència, creat per la UNESCO i la Fundació L'Oréal. El guardó es va atorgar a París, on va ser escollida entre centenars de concursants per rebre el premi de 20.000 euros per la seva contribució a la tecnologia i l'enginyeria. Orth ha denunciat que ha sofert discriminació en l'àmbit acadèmic a causa del seu gènere, però creu que el seu èxit pot ser un model a seguir per a les dones que comencen a les seves carreres.